# Christel Khalil
Christel Khalil (Los Angeles, 30 november 1987) is een Amerikaanse actrice. Haar vader is Pakistaans en haar moeder Afro-Amerikaanse.
Ze speelde al enkele kleine rollen in films, maar is het meest bekend voor haar rol in The Young and the Restless als Lily Winters (Romalotti). Ze begon met de rol in augustus 2002 en verliet de serie in september 2005. Ze vertrok om een filmcarrière te ambiëren, de schrijvers zagen haar niet graag gaan, omdat de actrice geliefd was en omdat ze een grote verhaallijn voor haar in petto hadden. Er werd naarstig op zoek gegaan naar een vervangster en in februari 2006 nam Davetta Sherwood de rol over, maar vanaf eind 2006 werd de rol wederom door Khalil gespeeld.
Ze heeft ook de stem van "Cornelia Hale" in de populaire tv-serie W.I.T.C.H. ingesproken.
in 1998 speelde ze de jonge Claire Mullins 8-12 jaar in Milo Horror Slashmovie, waarvan Jennifer Jostyn de oudere versie van Claire Mullins speelde.